# The Jungle Book (2016)
The Jungle Book (bra: Mogli - O Menino Lobo; prt: O Livro da Selva) é um filme estadunidense de 2016, dos gêneros drama, fantasia e aventura, realizado por Jon Favreau para a Walt Disney Pictures, com guião de Justin Marks baseado no romance O Livro da Selva, de Rudyard Kipling.
Trata-se de um remake do desenho animado homônimo de 1967 e o segundo live action da Disney adaptado do mesmo romance — o primeiro é de 1994.
O filme precisou de muitos efeitos de computação gráfica para representar os animais e os cenários, com as gravações sendo feitas inteiramente em Los Angeles. Foi lançado em Disney Digital 3-D, RealD 3D, IMAX 3D, D-Box, assim como outros formatos premium, em 15 de abril de 2016 nos EUA e um dia antes no Brasil.
Mogli: O Menino Lobo teve boa recepção por parte da crítica e do público, arrecadando mais de US$ 960 milhões mundialmente e se tornando a quinta maior bilheteria de 2016 O filme ganhou um Oscar De Melhores Efeitos Visuais em 2017.

## Sinopse
Uma aventura épica inédita sobre Mogli, um menino criado por uma família de lobos que não é mais bem-vindo quando o temido tigre Shere Khan, que carrega cicatrizes causadas por um humano, promete eliminá-lo. Forçado a sair do bando por Akela, o líder da alcateia, Mogli começa uma viagem com a pantera negra Baguera em busca de uma aldeia de humanos para se asilar em segurança.Na sua aventura Mogli encontra perigos e desafios.

## Elenco

### Humanos
| Personagem   | Original                            | Dublagem         | Dobragem       |
| ------------ | ----------------------------------- | ---------------- | -------------- |
| Mogli        | Neel Sethi Kendrick Reyes (criança) | Arthur Valadares | Daniel Moreira |
| Pai de Mogli | Ritesh Rajan                        | -                | -              |

### Animais
| Personagem            | Original           | Dublagem        | Dobragem         |
| --------------------- | ------------------ | --------------- | ---------------- |
| Balu                  | Bill Murray (voz)  | Marcos Palmeira | Mário Redondo    |
| Baguera               | Ben Kingsley       | Dan Stulbach    | Paulo B.         |
| Shere Khan            | Idris Elba         | Thiago Lacerda  | Luís Mascarenhas |
| Raksha                | Lupita Nyong'o     | Júlia Lemmertz  |                  |
| Kaa/Casca             | Scarlett Johansson | Alinne Moraes   | Rita Tristão     |
| Rei Louie/Rei Lu      | Christopher Walken | Tiago Abravanel |                  |
| Akela                 | Giancarlo Esposito | Dário de Castro |                  |
| Irmão Lobo Gray/Cinza | Brighton Rose      |                 |                  |
| Puppeteer             | Allan Trautman     |                 |                  |
| Mãe Nilgai            | Sara Arrington     |                 |                  |
| Rama                  | Ralph Ineson       |                 |                  |

## Produção
A 9 de Julho de 2013, o filme foi anunciado, com Justin Marcas o escritor do filme.Em 5 de Novembro de 2013, foi anunciado que Jon Favreau iria realizar o filme. A 6 de Março de 2014, é anunciado que Idris Elba daria voz a Shere Khan. A 23 de Abril, é anunciado que Scarlett Johansson e Lupita Nyong'o dariam voz a Kaa e Raksha, respectivamente. A 25 de Junho de 2014, é anunciado que Ben Kingsley daria voz ao Bagheera. A 15 de Julho, é anunciado que Neel Sethi iria interpretar Mowgli. A 28 de Julho de 2014, é anunciado que Christopher Walken e Giancarlo Esposito dariam voz a King Louie e Akela, respectivamente. A 1 de Agosto de 2014, é anunciado que Bill Murray daria voz a Baloo. Richard M. Sherman, que ao lado do seu falecido irmão Robert B. Sherman, ambos escritores de canções dos filmes originais da Disney, irá escrever novas canções para o filme, e "The Bare Necessities" irá ser reciclada por ele, e cantada por Bill Murray. A 13 de Janeiro de 2015,a data de lançamento foi adiada de 15 de Outubro de 2015, para 15 de Abril de 2016 nos Estados Unidos.

## Bilheteria
Até o dia 30 de maio de 2016, Mogli: O Menino Lobo arrecadou US$ 364 milhões na América do Norte e US$ 602 milhões em outros territórios para um total mundial de US$ 966 milhões. O filme foi lançado em um total de 28 000 telas RealD 3D e teve uma estréia mundial IMAX de U$ 20,4 milhões.
América do Norte
As projeções para sua semana de estréia nos Estados Unidos e no Canadá foram continuamente revistos em alta, inicialmente de US$ 60 milhões, alcançando os US$ 88 milhões, com grande público masculino, feminino e de idosos. Ele foi lançado em 4028 cinemas dos quais 3100 em 3D, incluindo 376 telas IMAX, 463 telas de grande formato premium e 145 D-Box locais. Ele gerou US$ 4,2 milhões com previews da quinta-feira e US$ 32,4 milhões em seu dia de abertura.
Fora da América do Norte
Mogli: O Menino Lobo foi lançado em cerca de 65 países. No âmbito internacional, que abriu em 15 mercados e 69 IMAX telas, uma semana antes de sua estreia nos EUA e enfrentou competições notáveis como o recém-chegado O Caçador e a Rainha do Gelo e os últimos dias nos cinemas de Batman vs Superman: A Origem da Justiça. A razão por trás do padrão de liberação divididos foi porque a Disney queria obter algum espaço antes do próprio estúdio para Capitão América: Guerra Civil ser liberado no início de maio, bem como aproveitar as férias escolares e evitando concorrentes locais. Ele eventualmente arrecadou US$ 31 700 000 estreando em primeiro lugar em todos os mercados e em segundo lugar geral na bilheteria internacional, atrás de Batman vs Superman: A Origem da Justiça, que estava passando em 67 mercados. em seu segundo fim de semana, ele se expandiu para mais 45 países.
Na Índia, ele marcou o segundo maior dia de abertura para um filme de Hollywood, ganhando US$ 1,51 milhões (atrás de Os Vingadores: Era de Ultron) a partir de cerca de 1500 telas e passou a ser a segunda maior abertura do fim de semana para um filme de Hollywood de todos os tempos com US$ 8,4 milhões de 1600 telas, atrás apenas de Velozes e Furiosos 7, em termos de local, bem como a alta do dólar, um desempenho melhor do que o esperado de US$ 5-6 milhões de projeção de abertura. A sua semana de estreia só na Índia superou a toda vida total dos outros live-action da Disney como Cinderela, Malévola, Oz - Mágico e Poderoso e Alice no País das Maravilhas. Em seguida ele passou a marcar a maior abertura em uma única semana para um filme de Hollywood, com US$ 15,1 milhões. Em outros países, que estreou com US$ 7,4 milhões na Rússia, US$ 2,8 milhões na Austrália, US$  2,3 milhões na Argentina e na Malásia, ele marcou o maior fim de semana de abertura para um filme da Disney em live-action, com US$ 2,3 milhões.

## Crítica
No Metacritic o filme tem uma avaliação de 77/100 da crítica e 7,5 do público o que indica reviews "favoráveis".Já no Rotten Tomatoes foi aclamado pela crítica especializada com 97% de aprovação da crítica, e o consenso diz:"Tão adorável de se ver como é cativante para assistir, The Jungle Book é o remake raro que realmente melhora em seus antecessores - tudo ao mesmo tempo estabelecendo um novo padrão para CGI".